# Oreobates sanderi
Oreobates sanderi är en groddjursart som först beskrevs av Padial, Reichle och De la Riva 2005.  Oreobates sanderi ingår i släktet Oreobates och familjen Strabomantidae. IUCN kategoriserar arten globalt som livskraftig. Inga underarter finns listade i Catalogue of Life.